# Élections législatives fidjiennes de 1987
Des élections législatives ont lieu aux Fidji du 4 au 11 avril 1987, pour renouveler l'ensemble des cinquante-deux sièges de la Chambre des représentants, chambre basse du Parlement. Les Fidji sont, à cette date, un royaume du Commonwealth, et donc une monarchie parlementaire.
Les députés sont élus avec un mandat de cinq ans. Le gouvernement (premier ministre et ministres) émane de sa majorité.

## Contexte et partis politiques
La Constitution adoptée au moment de l'indépendance en 1970 prévoit une représentation politique ethnique selon un principe électoral relativement complexe. Chaque citoyen est catégorisé selon son appartenance ethnique. Le pays est divisé en 37 circonscriptions superposées. Dans douze d'entre elles, les citoyens 'fidjiens' (c'est-à-dire autochtones) élisent un député de leur propre appartenance ethnique ; dans douze autres, les citoyens indo-fidjiens (dits 'indiens') font de même ; dans trois autres, les citoyens de toutes autres appartenances ethniques confondues (dits « électeurs généraux ») élisent des députés ni 'fidjiens', ni 'indiens' ; dans les dix autres, enfin, les citoyens, toutes appartenances ethniques confondues, choisissent un député 'fidjien' et un député 'indien' et un député ni 'fidjien', ni 'indien', sachant que pour l'élection de ce dernier, les circonscriptions sont unies en paires produisant un député chacun (donc cinq au total).
Chaque citoyen est ainsi invité à déposer quatre bulletins dans l'urne :
- un pour élire un député 'fidjien' ;
- un pour élire un député 'indien' ;
- un pour élire un député d'une autre appartenance ethnique ;
- et un pour élire un député de sa propre appartenance ethnique[1].

Il y a deux principaux mouvements politiques. Le Parti de l'Alliance, conservateur, est mené par le premier ministre sortant, Ratu Sir Kamisese Mara, "père de l'indépendance", au pouvoir par le biais d'élections démocratiques régulières depuis 1967. Le parti est officiellement multi-ethnique, mais s'appuie principalement sur le soutien des électeurs autochtones, ainsi que des 'petites' minorités (citoyens blancs, sino-fidjiens...). Face à lui, le principal parti d'opposition avait longtemps été le Parti de la Fédération nationale (NFP), se présentant lui aussi comme un parti à prétention pluri-ethnique mais représentant de facto surtout les intérêts des fermiers indo-fidjiens. En 1985, toutefois, est fondé le Parti travailliste fidjien, de centre-gauche, issu du mouvement syndical. Pour les législatives de 1987, le NFP est les Travaillistes s'unissent en une Coalition menée par le Travailliste autochtone le docteur Timoci Bavadra.
Se présentent également à l'élection : le Front occidental uni (WUF) de Ratu Osea Gavidi, représentant les intérêts de la population autochtone de la Division occidentale du pays, mais disposé à une entente amicale avec les Indo-Fidjiens ; le Parti nationaliste fidjien, mouvement de l'extrême droite autochtone, fondé par Sakeasi Butadroka en 1975 après son exclusion de l'Alliance pour racisme anti-indien ; et une branche dissidente du NFP rejetant la coalition avec les Travaillistes.

## Résultats
L'Alliance et la Coalition remportent à eux deux l'ensemble des sièges. Pour la première fois depuis le scrutin de mars 1977, l'Alliance n'arrive pas en tête. En 1977, une scission interne au NFP avait permis à l'Alliance de conserver le pouvoir, mais en 1987, Timoci Bavadra dispose d'une majorité parlementaire claire et soudée ; le 13 avril, il est porté à la tête du premier gouvernement travailliste / NFP de l'histoire du pays.
Bien que le nouveau premier ministre soit autochtone, la plupart de ses ministres sont indo-fidjiens, nouveauté jugée intolérable par les mouvements nationalistes autochtones. Le 14 mai, le gouvernement est renversé par un coup d'État militaire mené par le colonel Sitiveni Rabuka, qui affirme vouloir restaurer la suprématie politique des 'Fidjiens'. Le Parlement est dissous, et la Constitution est suspendue, puis abrogée.
| Partis | Partis                                        | Dirigeants        | Voix    | %      | Sièges | +/- |
| ------ | --------------------------------------------- | ----------------- | ------- | ------ | ------ | --- |
|        | Coalition FLP / NFP                           | Timoci Bavadra    | 461 056 | 47,1 % | 28     | +6  |
|        | Parti de l'Alliance                           | Kamisese Mara     | 484 543 | 49,5 % | 24     | -4  |
|        | Parti nationaliste fidjien                    | Sakeasi Butadroka | 14 484  | 1,5 %  | 0      | +0  |
|        | Front occidental uni                          | Osea Gavidi       | 8 339   | 0,9 %  | 0      | -2  |
|        | Parti de la fédération nationale (dissidents) | Shardha Nand      | 4 462   | 0,5 %  | 0      | n/a |
|        | Candidats sans étiquette                      | n/a               | 6 723   | 0,7 %  | 0      | +0  |